# 과천시의 행정 구역
과천시의 행정 구역은 7개의 동으로 나뉜다. 과천시의 인구는 2012년 4월을 기준으로 25,669세대 71,699명이며, 면적은 2010년을 기준으로 35.86평방킬로미터이다.

## 행정 구역
| 행정동 | 한자   | 세대   | 인구   | 면적  | 행정지도 |
| ------ | ------ | ------ | ------ | ----- | -------- |
| 중앙동 | 中央洞 | 3,669  | 10,584 | 6.99  |          |
| 갈현동 | 葛峴洞 | -      | -      | -     |          |
| 원문동 | 元文洞 | -      | -      | -     |          |
| 별양동 | 別陽洞 | 5,598  | 16,775 | 0.68  |          |
| 부림동 | 富林洞 | 5,013  | 14,457 | 0.37  |          |
| 과천동 | 果川洞 | 3,624  | 8,228  | 10.77 |          |
| 문원동 | 文原洞 | 2,675  | 7,045  | 12.69 |          |
| 과천시 | 果川市 | 25,669 | 71,699 | 35.86 |          |

## 법정동
| 행정동 | 법정동         | 설명 |
| ------ | -------------- | --- |
| 중앙동 | 중앙동(中央洞) | 1986년 과천이 시로 승격되면서 문원리 일부를 나누어 중앙동이라고 하였다. |
| 중앙동 | 관문동(官門洞) | 조선시대에는 과천군 군내면 지역이었다. 1914년 근처의 점말[內店]과 볍합해 시흥군 과천면 관문리(官門里)가 되었다. 1982년 경기도 과천지구출장소 북부지소 관할이 되었다가, 1986년 과천시 관문동이 되었다.                                            |
| 갈현동 | 갈현동(葛峴洞) | 조선시대에는 과천군 군내면의 갈현동과 가일동(加日洞) 지역이었다. 1914년 시흥군 과천면 갈현리로 바뀌었다. 1982년 경기도 과천지구출장소 남부지소에 편입되었다가 1986년 과천시 갈현동으로 바뀌었다.                                                 |
| 원문동 | 원문동(元文洞) | 1982년에 문원리 일부를 갈라서 만든 동이다. |
| 별양동 | 별양동(別陽洞) | 1986년 과천이 시로 승격되면서 문원리 일부를 나누어 별양동이라고 하였다. |
| 부림동 | 부림동(富林洞) | 조선시대에는 과천군 문내면 지역이었다. 1914년 시흥군 과천면 관문리·막계리로 행정구역이 바뀌었고, 1982년 경기도 관문리 일부와 문원리 일부를 합쳐 부림동이라고 하였다.                                                                             |
| 과천동 | 과천동(果川洞) | 하리는 조선시대에 과천군 군내면 하리동이었다가, 1914년 시흥군 과천면 하리(下里)로 바뀌었다. 1982년 경기도 과천지구출장소 북부지소에 편입되었다가, 1986년 과천이 시로 승격되면서 과천동으로 바뀌었다.                                             |
| 과천동 | 주암동(注岩洞) | 조선시대에는 과천군 동면(東面) 주암리였다가, 1914년 행정구역 개편 때 주암과 돌무께(石浦)·삼부골(三浦)을 합해 시흥군 과천면 주암리가 되었다. 1982년 경기도 과천지구출장소 북부지소에 편입되었다가, 1986년 과천이 시로 승격하면서 주암동이 되었다. |
| 문원동 | 문원동(文原洞) | 문원리는 과천군 군내면의 외점동, 문원동, 교동 지역이었다. 1914년 시흥군에 흡수·통합되면서 시흥군 과천면 문원리로 바뀌었고, 1986년 과천이 시로 승격되면서 문원동과 중앙동·별양동으로 분리되었다.                                                  |
| 문원동 | 막계동(莫溪洞) | 막계리는 조선시대에 과천군 군내면 막계동이었다가, 1914년 시흥군 과천면 막계리로 행정구역이 바뀌었다. |

## 역사
475년 고구려 장수왕 63년 율목군이라고 칭하였고, 757년 신라 경덕왕 때는 한산주 율진군이 되었고, 940년 고려 태조 때는 과주로 바뀌었다. 1018년 고려 현종 때는 과주현으로, 1413년 조선 태종 때는 경기도 광주목에 속한 과천현으로 개칭되었다. 1895년 5월 26일 경기도 과천군으로 변경되었고, 1914년 안산군과 함께 시흥읍에 흡수되어 과천면이 되었다.
1979년 경기 과천지구 지원사업소가 설치되었고, 1982년 5월에는 정부기관이 이전을 시작하여 현재는 기획 재정부, 등 7개의 중앙부처가 위치하고 있다.
- 1986년 1월 1일 시흥군 과천면 일원에 과천시가 설치되었다.[3]

| 개편 전                                      | 개편 후                             |
| -------------------------------------------- | ----------------------------------- |
| 시흥군 과천면 관문리, 주암리, 막계리, 갈현리 | 각각 관문동, 주암동, 막계동, 갈현동 |
| 시흥군 과천면 문원리                         | 중앙동, 별양동, 문원동으로 분동     |
| 시흥군 과천면 부림리, 원문리                 | 각각 부림동, 원문동                 |
- 2023년 4월 29일 갈현동이 갈현동, 원문동으로 분동되었다.